# Ephialtes (geslacht)
Ephialtes is een geslacht van insecten uit de orde vliesvleugeligen (Hymenoptera) en de familie Ichneumonidae.

## Soorten
- Ephialtes brevis Morley, 1914
- Ephialtes cholodkovskii Meyer, 1924
- Ephialtes duplicauda Heinrich, 1949
- Ephialtes manifestator (Linnaeus, 1758)
- Ephialtes spatulatus (Townes, 1960)
- Ephialtes zirnitsi Ozols, 1962